# جرج پنجم (گرجستان)
جرج پنجم درخشان (گرجی: გიორგი V ბრწყინვალე؛ همچنین به عنوان برجسته یا باشکوه ترجمه شده‌است. ۱۲۸۶/۱۲۸۹–۱۳۴۶ میلادی) پادشاه گرجستان از ۱۲۹۹ تا ۱۳۰۲ و دوباره از ۱۳۱۴ تا زمان مرگش در ۱۳۴۶ بود. او که یک سیاستمدار میانه‌رو و دوراندیش بود، گرجستان را از یک سده سلطهٔ مغول نجات داده و قدرت و فرهنگ مسیحی پیشین این کشور را زنده کرد.